# Nürnberger Versicherungscup 2015
Nuremberg Cup 2015 — професійний тенісний турнір, що проходив на кортах з ґрунтовим покриттям. Це був третій за ліком турнір. Належав до Туру WTA 2015. Відбувся в Нюрнбергу (Німеччина). Тривав з 17 до 23 травня 2015 року.

## Очки та призові гроші

### Розподіл очок
| Дисципліна       | П   | Ф   | ПФ  | ЧФ | 1/8 | 1/16 | Q   | Q2  | Q1  |
| Одиночний розряд | 280 | 180 | 110 | 60 | 30  | 1    | 18  | 12  | 1   |
| Парний розряд    | 280 | 180 | 110 | 60 | 1   | Н/Д  | Н/Д | Н/Д | Н/Д |

### Розподіл призових грошей
| Дисципліна       | П       | F       | ПФ     | ЧФ     | 1/8    | 1/16   | Q2   | Q1   |
| Одиночний розряд | €34,677 | €17,258 | €9,274 | €4,980 | €2,742 | €1,694 | €823 | €484 |
| Парний розряд    | €9,919  | €5,161  | €2,770 | €1,468 | €774   | Н/Д    | Н/Д  | Н/Д  |

## Учасниці основної сітки в одиночному розряді

### Сіяні
| Країна     | Гравчиня               | Рейтинг1 | Сіяна |
| ---------- | ---------------------- | -------- | ----- |
| Німеччина  | Андреа Петкович        | 9        | 1     |
| Німеччина  | Анджелік Кербер        | 11       | 2     |
| Німеччина  | Сабіне Лісіцкі         | 22       | 3     |
| Італія     | Роберта Вінчі          | 44       | 4     |
| Словаччина | Анна Кароліна Шмідлова | 46       | 5     |
| Італія     | Карін Кнапп            | 51       | 6     |
| Японія     | Курумі Нара            | 54       | 7     |
| Німеччина  | Каріна Віттгефт        | 56       | 8     |

- 1 Рейтинг подано станом на 11 травня 2015.

### Інші учасниці
Нижче наведено учасниць, які отримали вайлдкард на участь в основній сітці:
- Анна-Лена Фрідзам
- Антонія Лоттнер
- Татьяна Марія

Нижче наведено гравчинь, які пробились в основну сітку через стадію кваліфікації:
- Місакі Дой
- Андрея Міту
- Ребекка Петерсон
- Юлія Путінцева
- Алісон ван Ейтванк
- Рената Ворачова

### Знялись з турніру
До початку турніру
- Александра Дулгеру →її замінила Євгенія Родіна
- Дарія Гаврилова →її замінила Яніна Вікмаєр
- Марина Еракович →її замінила Кікі Бертенс
- Кірстен Фліпкенс →її замінила Тімеа Бабош

Під час турніру
- Анджелік Кербер

### Завершили кар'єру
- Андреа Петкович

## Учасниці основної сітки в парному розряді

### Сіяні
| Країна            | Гравчиня             | Країна  | Гравчиня                | Рейтинг1 | Сіяна |
| ----------------- | -------------------- | ------- | ----------------------- | -------- | ----- |
| Італія            | Карін Кнапп          | Італія  | Роберта Вінчі           | 63       | 1     |
| Китайський Тайбей | Чжань Хаоцін         | Іспанія | Анабель Медіна Гаррігес | 75       | 2     |
| Німеччина         | Анна-Лена Гренефельд | Польща  | Алісія Росольська       | 81       | 3     |
| Іспанія           | Лара Арруабаррена    | Румунія | Ралука Олару            | 108      | 4     |

- 1 Рейтинг подано станом на 11 травня 2015.

### Інші учасниці
Нижче наведено пари, які отримали вайлдкард на участь в основній сітці:
- Анна-Лена Фрідзам /  Каріна Віттгефт
- Катаріна Герлах /  Лена Рюффер

## Переможниці

### Одиночний розряд
- Карін Кнапп —  Роберта Вінчі,  7–6(7–5), 4–6, 6–1

### Парний розряд
- Чжань Хаоцін /  Анабель Медіна Гаррігес —  Лара Арруабаррена /  Ралука Олару, 6–4, 7–6(7–5)